# 巴里托河口县
巴里托河口县（印尼语：Kabupaten Barito Kuala）是印度尼西亚南加里曼丹省的一个县，位于加里曼丹岛东南部，县治在马拉巴汉。2010年普查，全县有人口276,147人。巴里托河的河口位于该县与班贾尔县的分界处。